# لوسي لوكاس
لوسي لوكاس (بالفرنسية: Lucie Lucas)‏ هي عارضة وممثلة فرنسية، ولدت في 24 مارس 1986 في فرنسا.

## وصلات خارجية
- لوسي لوكاس على موقع IMDb (الإنجليزية)
- لوسي لوكاس على موقع ألو سيني (الفرنسية)
- لوسي لوكاس على موقع أول موفي (الإنجليزية)
- لوسي لوكاس على موقع قاعدة بيانات الفيلم (الإنجليزية)
- لوسي لوكاس على موقع كينوبويسك (الروسية)